# Josef Špak
Josef Špak (10. července 1929 Litomyšl – 12. září 2016 Praha) byl český duchovní, v letech 1994 – 2001 šestý biskup-patriarcha Církve československé husitské.

## Mládí a studium
Narodil se jako nejstarší ze čtyř dětí v rodině ruského legionáře Josefa Špaka, městského policejního strážníka v Litomyšli, a jeho manželky Františky roz. Votroubkové. Po ukončení obecné školy (1935–1940) absolvoval v letech 1940–1948 Státní reálné gymnázium v Litomyšli. V důsledku náhlé smrti otce se matka s jeho ostatními sourozenci odstěhovala ke strýci do Ďáblic (dnes městská část Praha-Ďáblice), poslední rok svých středoškolských studií získal ubytování ve studentském domově piaristického kláštera, jehož rektorem byl P. František Ambrož Střítezský. Velkým životním vzorem se mu stal také litomyšlský farář CČS a hudebník Jaromír Metyš, kromě rozmanitých činností v tamní náboženské obci se v poválečných letech aktivně účastnil skautského hnutí.
V roce 1948 byl přijat na Husovu československou evangelickou fakultu bohosloveckou v Praze, teologická studia úspěšně zakončil v roce 1952 již na Husově československé bohoslovecké fakultě a 4. 10. 1952 byl vysvěcen na kněze tehdejším plzeňským biskupem CČS Arnoštem Šimšíkem.

## Duchovní CČSH
Měsíc před nástupem vojenské základní služby, kterou vykonal v letech 1952–1954, byl ustanoven zatímním farářem v Písku. Dne 24. 12. 1953 se oženil s připravující se kazatelkou a učitelkou náboženství Antonií, roz. Levinskou (zemřela v roce 1989), s níž měl tři děti – Danielu (* 1955), Josefa (* 1958) a Lýdii (* 1965). Od 1. 11. 1954 do 31. 7. 1973 působil jako farář v náboženské obci České Budějovice-Suché Vrbné. Poměrně rychle se sžil s tamním sborem a kromě duchovenské činnosti, pastorace, výuky náboženství, vedení táborů pro děti a rozsáhlé hudební činnosti (založil smyčcový kvartet a dirigoval ženský pěvecký sbor), se odvážně a na své jméno pustil v letech 1958–1962 do stavby farního bytu s modlitebnou na církevním pozemku vedle již zbudovaného Sboru Ježíše Krista míru. Jako horlivý pastýř a budovatel se tak dostával pod zostřený dozor tehdejší okresní a krajské státní církevní správy i Státní bezpečnosti. Ta jej mj. sledovala v souvislosti s intenzivní spoluprací na programu Misie pro práci církve ve velkoměstě a mezi průmyslovým dělnictvem, jehož organizátory byly v někdejší SRN německé evangelické církve.
Na základě vykonstruovaných a účelově interpretovaných obvinění o jeho údajné „politicky neúnosné činnosti v českobudějovickém okrese“, hrozilo mu tzv. odebrání státního souhlasu k výkonu duchovenské činnosti; on se však spolu s vedením náboženské obce rozhodl jít cestou „občanské neposlušnosti“ a k 1. 8. 1973 nastoupil do n. p. Škoda České Budějovice (s bytem ve Čtyřech Dvorech), kde pracoval v dělnických slévárenských profesích až do svého penzionování (9. 7. 1989).
Po celou dobu této životní etapy však nerezignoval na své duchovenské poslání, pořádal biblické večery, modlitební setkání, věnoval se osobní pastoraci, pracoval s dětmi i mládeží a dirigoval církevní pěvecký sbor. Strohým odmítáním orgánů státní správy a hrozbami končily všechny pokusy zvolit jej aspoň do rady starších ať už v náboženské obci Suché Vrbné, či Čtyři Dvory. Živé kontakty také udržoval s neformálním modlitebním společenstvím duchovních i laiků uvnitř CČS/H/, soustředěných kolem faráře bez státního souhlasu Václava Mikuleckého (znal se s ním od studentských let), po jeho smrti se stal jedním z jeho pokračovatelů.
V listopadu 1989 nabídl církvi své služby, 1. 3. 1990 byl ustanoven farářem v Českých Budějovicích, od 15. 9. 1990 do září 1994 pak působil jako farář v NO Praha 1-Staré Město a předseda tehdejšího okrsku CČSH Praha-západ. Dne 16. 8. 1990 se oženil s duchovní CČSH Janou, roz. Kolářskou.

## Biskup-patriarcha CČSH
Na základě rozhodnutí přidruženého volebního sněmu, svolaného v rámci VII. řádného sněmu CČSH, byl zvolen dne 27. 8. 1994 šestým biskupem-patriarchou Církve československé husitské. Den poté (28. 8. 1994) v chrámu sv. Mikuláše na Staroměstském náměstí v Praze proběhla jeho biskupská ordinace a téhož dne odpoledne byl uveden do úřadu patriarchy CČSH v Husově sboru v Praze-Dejvicích. Podle tehdy platných řádů církve v něm setrval sedm let, tj. do roku 2001. Pak ještě čtyři roky (2001–2004) zastával místo referenta naukového odboru ústřední rady CČSH, 1. 1. 2005 převzal službu faráře v Praze-Strašnicích, v níž aktivně (opět i stavebně) působil až do posledních dnů pozemského života. Na celocírkevní úrovni vedl liturgický sněmovní výbor a byl členem věroučné sekce výboru naukového.
Josef Špak patřil k významným osobnostem CČSH i širšího náboženského společenství v České republice. Oceňovány jsou nejen jeho osobní a charakterové vlastnosti (skromnost, otevřenost, moudrost, pokora a pracovitost), ale i schopnost sjednocovat duchovní i laiky své církve při jejím hledání a nalézání nových cest v postmoderní době. Zasloužil se tvořivým způsobem o vydání revidovaných církevních liturgických knih a obřadní příručky (Agendy), prohluboval vztah církve k duchovní hudbě a zpěvu, usiloval o pozvednutí kazatelské činnosti a přinášel cenné podněty pro evangelizační a pastorační práci, přičemž za nositele církevního poslání vždy pokládal věřící lid a jeho společenství.

## Dílo

### Liturgické texty
- Agenda Církve československé husitské. První část. Svátosti a obřady Církve československé husitské (připravil Liturgický výbor VII. sněmu CČSH za vedení Josefa Špaka). Praha : Blahoslav, 1994, 2006 (2. vydání)
- Agenda Církve československé husitské. 2. část. Pohřební obřady (připravila Liturgická komise Ideové rady CČSH za vedení patriarchy Josefa Špaka). Praha : Blahoslav, 1997
- Kazatelský cyklus podle Ekumenického lekcionáře /řada A / 2004–2005 (spolu s Václavem Křesinou). Praha : Blahoslav, 2004
- O modlitbě, in Komentář k základům víry CČSH (sborník pracovních textů pro interní potřebu církve). Praha : Sněmovní centrum CČSH, 2004

### Studie, eseje a články
- Byly publikovány zejména v periodických tiskovinách CČS(H) Český zápas, Náboženská revue CČS (později Theologická revue CČS/H a HTF UK) a v kalendáři Blahoslav. Další rozhovory s ním vyšly v denících Mladá fronta Dnes, Právo a v Katolickém týdeníku.
- Z jeho publikovaných statí a úvah ke stále aktuálním patří:
  - Pastorace ve vnitrozemí. Náboženská revue CČS 27/5, 1956, s. 225–231
  - Den M. J. Husa. Náboženská revue CČS (příloha Jednota) 33/2, 1962, s. 21–22
  - 75 let republiky / Křesťanské duchovní poslání v národě. Český zápas, roč. 73, č. 24/1993, s. 2
  - Církvi k narozeninám / K 75. výročí založení CČSH. Český zápas, roč. 75, č. 1/1995, s. 1
  - Jsme voláni k tomu být Božími služebníky. Český zápas, roč. 75, č. 24/1995, s. 8
  - Teologie a učitelský úřad církve. Theologická revue HTF UK 5/6, 1996, s. 81
  - Oběť. Theologická revue HTF UK 70/2, 1996, s. 20–22
  - Církve – stát / Financování církví v České republice. Stanovisko patriarchy CČSH k materiálu ministra financí ČR z února 1997. Český zápas, roč. 77, č. 6/1997, s. 1
  - Zpráva patriarchy o stavu a úkolech církve pro zahajovací zasedání VIII. sněmu CČSH. Český zápas, roč. 80, č. 3/2000, s. 5
  - Jací jsme správci Boží vinice. Český zápas, roč. 80, č. 24/2000, s. 1–2
  - V průběhu celého jeho patriarchátu vycházely v pravidelných intervalech v týdeníku Český zápas rozhovory (Na slovíčko s bratrem patriarchou) a přehledy o jeho činnosti v jednotlivých měsících (1996–1998); jde o jím psané materiály, které představují cenné informace o tehdejším stavu CČSH a činnosti jejího vrcholného představitele.

### Stati a jubilejní články o Josefu Špakovi
- BUTTA, Tomáš. Připomenutí představitelů naší církve v čase volby. Český zápas, roč. 86, č. 39/2006, s. 1, 3
- JINDRA, Martin: Za bratrem patriarchou Josefem Špakem. Český zápas, roč. 96, č. 40/2016, s. 1 a 3.
- JINDRA, Martin (ed.): Poutník Božím humorem. Sborník věnovaný 90. výročí narození emeritního patriarchy Církve československé husitské Josefa Špaka. CČSH v edici Blahoslav, Praha 2019.
- JINDRA, Martin – SLADKOWSKI, Marcel (eds.): Biografický slovník Církve československé husitské. CČSH, Praha 2020, s. 640, ISBN 978-80-7000-167-7.
- KUČERA, Zdeněk. Šestý patriarcha CČSH sedmdesátníkem. Theologická revue HTF UK 70/2, 1999, s. 8–11
- KUČERA, Zdeněk. Úsilí o čistou církev / k 70 létům patriarchy Josefa Špaka. Český zápas, roč. 79, č. 15/1999, s. 3
- KVĚTÁK, Tomáš. Rozhovor s bratrem patriarchou při příležitosti jeho nadcházejících 70. narozenin. Theologická revue HTF UK 70/2, 1999, s. 16–19
- Náš rozhovor s bratrem patriarchou Mgr. Josefem Špakem, který se v těchto dnech ujímá svého úkolu. Český zápas, roč. 74, č. 22/1994, s. 1, 3
- SALAJKA, Milan. Jeden život, jemuž je právě sedmdesát let. Theologická revue HTF UK 70/2, 1999, s. 12–15
- Šestým patriarchou. Český zápas, roč. 74, č. 19/1994, s. 1
- TOMEŠ, Josef, a kol. Český biografický slovník XX. století : III. díl : Q–Ž. Praha ; Litomyšl: Paseka ; Petr Meissner, 1999. 587 s. ISBN 80-7185-247-3. S. 291–292.